# Piazza Vittorio Emanuele II (Roma)
Piazza Vittorio Emanuele II, comunemente nota come piazza Vittorio, è una piazza di Roma, sita nel Rione Esquilino. 
Con quasi 10.000 metri quadrati in più di piazza San Pietro, è la piazza più vasta della Capitale (325 x 185 m, 60.000 mq compresi i porticati).

## Storia
Fu costruita a partire dal 1880 e terminata qualche anno dopo, come tutto il quartiere che la circonda. Circondata da palazzi con ampi portici di stile ottocentesco la piazza fu realizzata secondo quanto previsto dal Piano Regolatore del 1873 nel nuovo quartiere della città poco dopo il trasferimento della capitale d'Italia da Firenze a Roma (1871). Venne ufficialmente inaugurata domenica 10 luglio 1889 con l'apertura al pubblico del giardino.
L'edificio fra via Emanuele Filiberto e via Conte Verde, che aveva mostrato problemi di stabilità, fu per questo ricostruito e inaugurato nel 2012. Il nuovo edificio riprende genericamente lo stile umbertino della piazza ma è stato criticato in quanto sarebbe in rottura con l'uniformità del contesto; attualmente ospita la sede della fondazione ENPAM. Nel corso dei lavori sono stati rinvenuti resti dell'antica Roma, appartenenti agli Horti Lamiani; nel 2021 un accordo tra l'ENPAM e la Soprintendenza Speciale Archeologia Belle Arti e Paesaggio di Roma ne ha reso possibile la musealizzazione.

## Il giardino
Al centro della piazza è presente un giardino che mostra i resti del ninfeo di Alessandro e la cosiddetta Porta Magica, posta sul muro di cinta di Villa Palombara, residenza dell'alchimista Massimiliano Palombara. Il giardino è intitolato alla memoria di Nicola Calipari, ucciso in Iraq nel marzo 2005, dopo aver negoziato la liberazione della giornalista Giuliana Sgrena.
I giardini sono stati oggetto di un importante lavoro di riqualificazione durato 20 mesi e hanno riaperto il 31 ottobre 2020.

## Il mercato

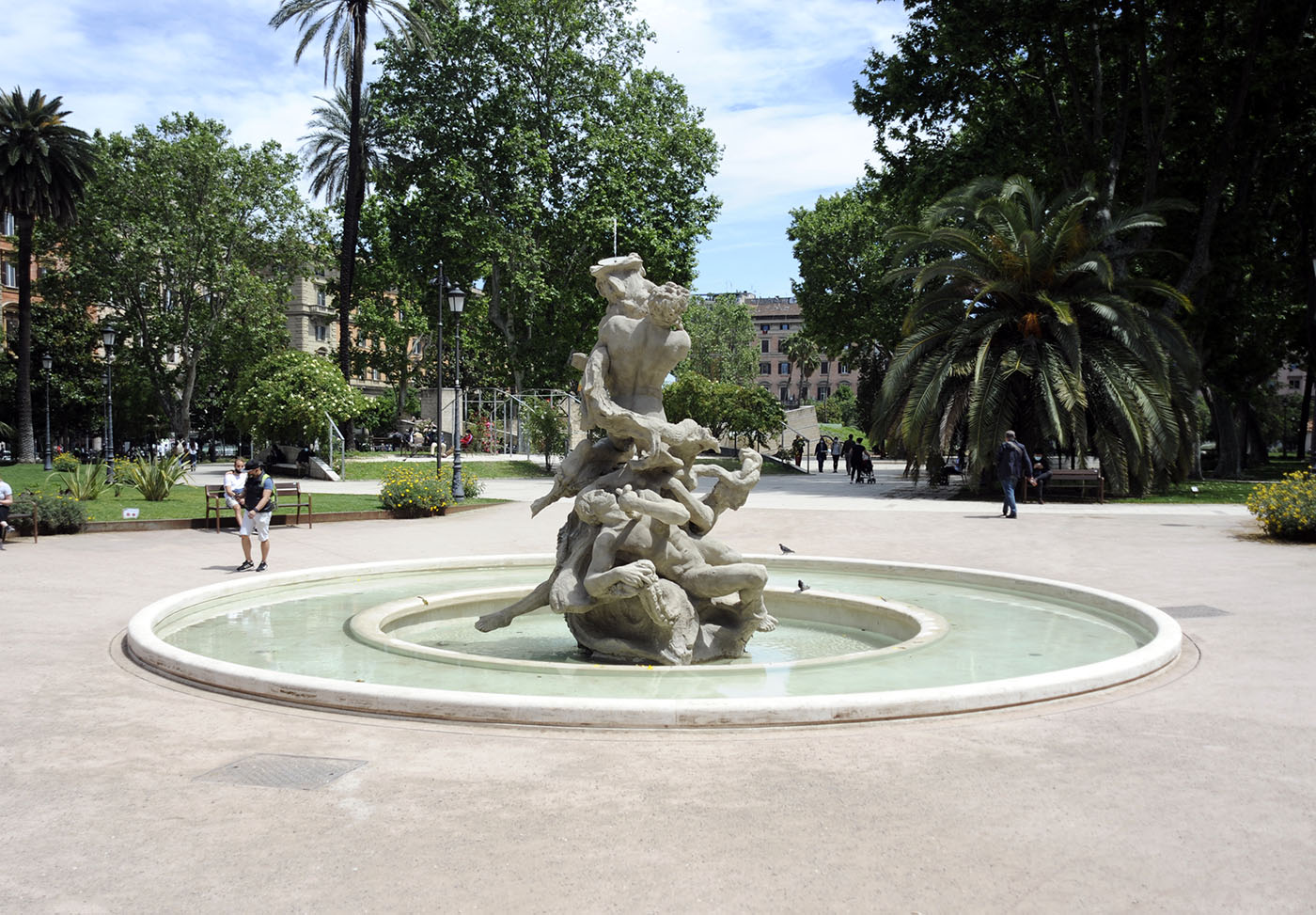
La fontana del Rutelli dopo i restauri del 2020

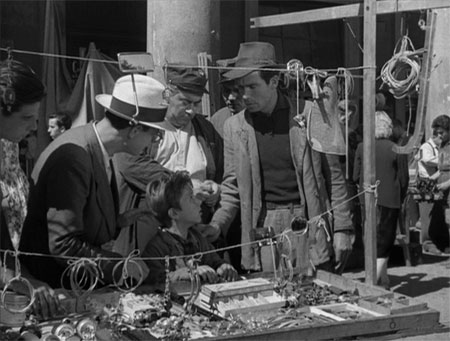
Piazza Vittorio nel film Ladri di biciclette

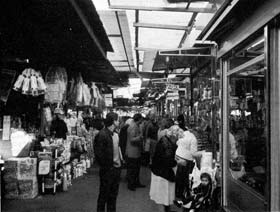
Il vecchio mercato di Piazza Vittorio

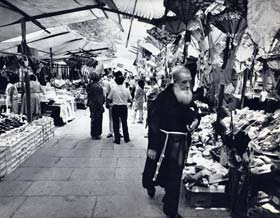
Il frate cappuccino di Piazza Vittorio

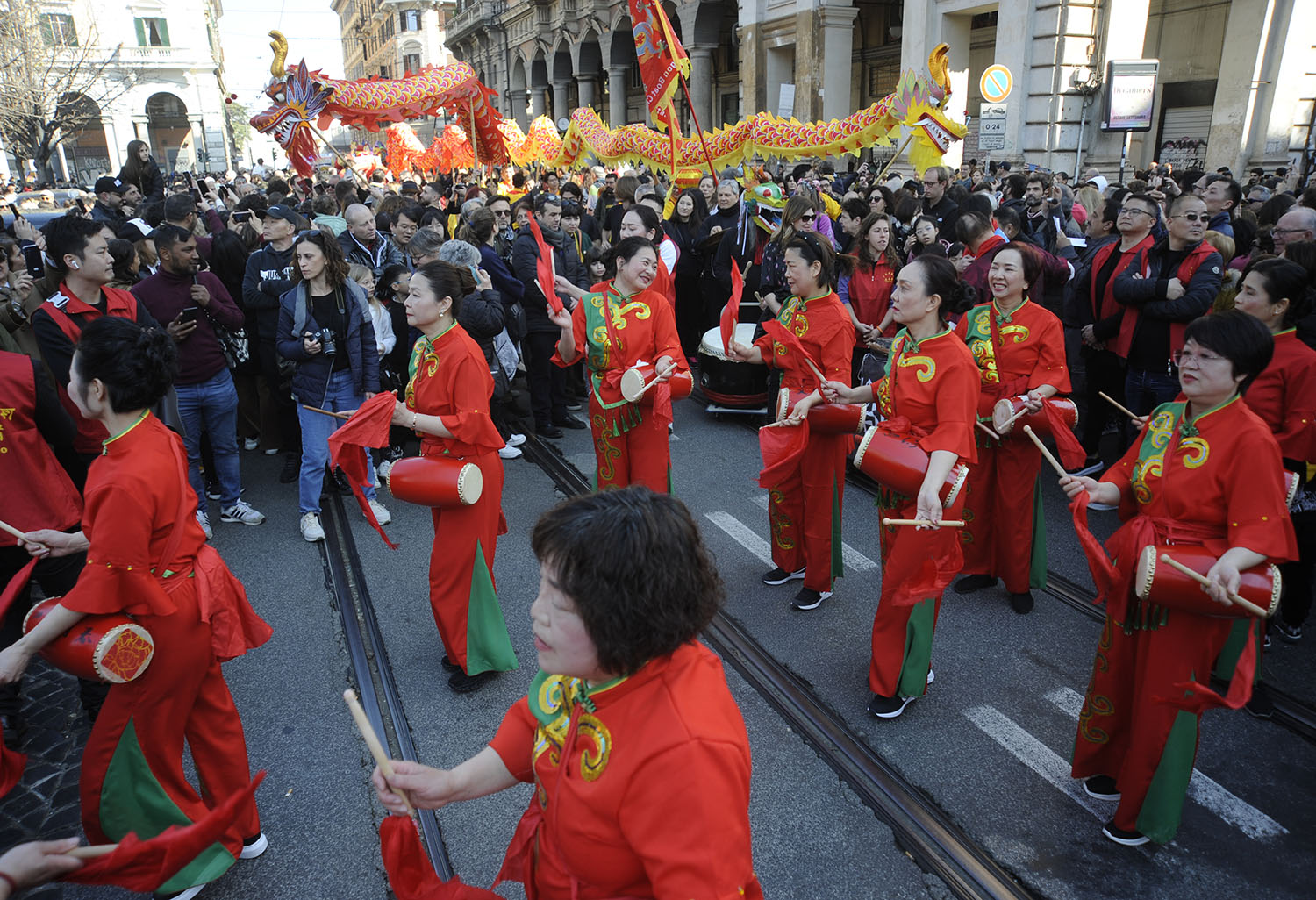
Corteo per il Capodanno cinese 2024

Al centro della piazza di stile umbertino nacque spontaneamente fin dagli ultimi anni dell'Ottocento, insieme ai grandi condomini che la recingevano, un grande mercato all'aperto, soprattutto, ma non solo, di generi alimentari. Nell'immediato dopoguerra nei portici che circondano la piazza stazionava una miriade di bancarelle che vendevano le più svariate merci: dal tabacco sfuso ricavato da mozziconi di sigarette ai pezzi di ricambio per le biciclette com'è rappresentato nel film Ladri di biciclette di Vittorio De Sica.
Tra i banchi di Piazza Vittorio tra i venditori di alimenti non mancavano i cosiddetti pollaroli i quali vendevano polli pronti per essere cucinati ma anche, a chi voleva essere sicuro della freschezza della merce, polli vivi da spennare e pulire o pulcini da allevare per proprio conto. Il giorno della vigilia di Natale il mercato era dedicato soprattutto ai pesciaroli che vendevano i pesci per la cena, rigorosamente di magro, tra i quali primeggiavano il baccalà, le anguille e enormi capitoni.
I banchi dei prodotti alimentari erano giornalieri, trainati spesso a braccia con carretti a due ruote, venivano montati dall'alba alle due del pomeriggio lungo i lati del grande giardino. 
Il mercato rimase in attività fino agli anni novanta, molto frequentato dai romani, provenienti anche da altri quartieri, per la convenienza dei prezzi praticati, e anche da turisti a caccia di folclore.
Il mercato era infatti popolato da insoliti personaggi i quali offrivano la loro particolare merce percorrendo tutta l'estensione del mercato e attirando l'attenzione dei compratori con delle espressioni singolari. Il mercato era poi frequentato da un frate cappuccino, che i romani chiamavano zifrà, con una lunga barba bianca, una sorta di Fra Galdino di manzoniana memoria, che chiedeva l'elemosina per i poveri e qualcosa per la mensa del convento.

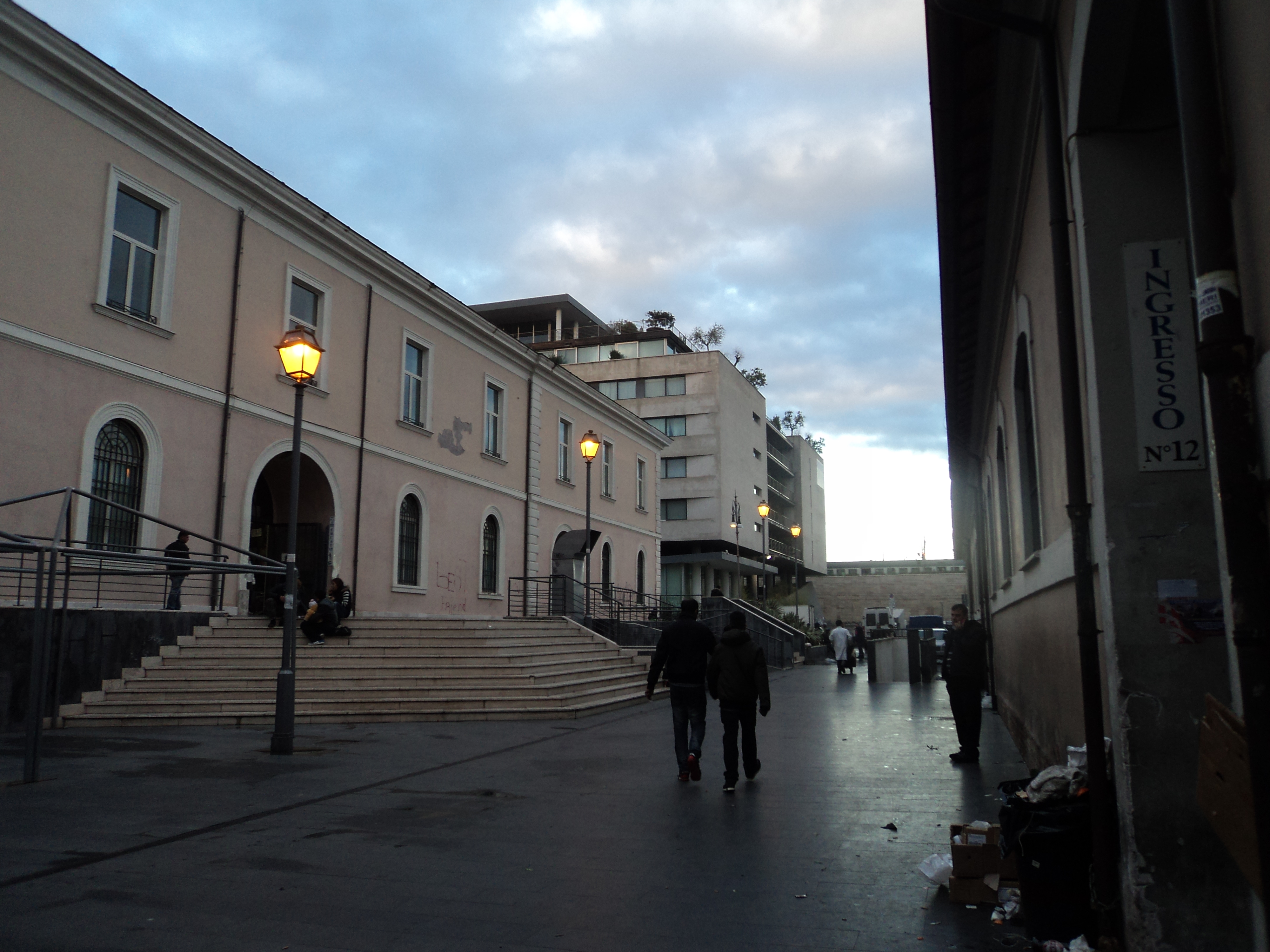
I due padiglioni che ospitano l'attuale mercato: uno riservato ai generi alimentari (sulla destra) e l'altro all'abbigliamento (sinistra)

A seguito della ristrutturazione della piazza e degli spazi circostanti iniziata negli anni ottanta, fu costruito un nuovo mercato coperto denominato "Nuovo mercato Esquilino" negli spazi su via Turati - via Principe Amedeo prima occupati dalla Centrale del Latte di Roma, trasferita in area industriale extraurbana, e dalla Caserma Sani, ex Caserma Pepe; i vecchi banchi del mercato di piazza Vittorio - ormai diventati semi fissi - furono sgomberati nell'ottobre 2001. Il Nuovo Mercato Esquilino riflette fedelmente le caratteristiche multietniche assunte negli ultimi decenni dalla piazza e dalla zona (anche commerciale) circostante, ed è a forte prevalenza straniera, sia nelle merci che nel personale.

## Nella cultura di massa
Dalla piazza prende il nome il progetto musicale multietnico Orchestra di Piazza Vittorio, fondata nel 2002.
Il regista Abel Ferrara ha diretto un documentario nel 2017 (intitolato Piazza Vittorio) raccontando come questo luogo sia una realtà di accoglienza multietnica.

## Galleria d'immagini

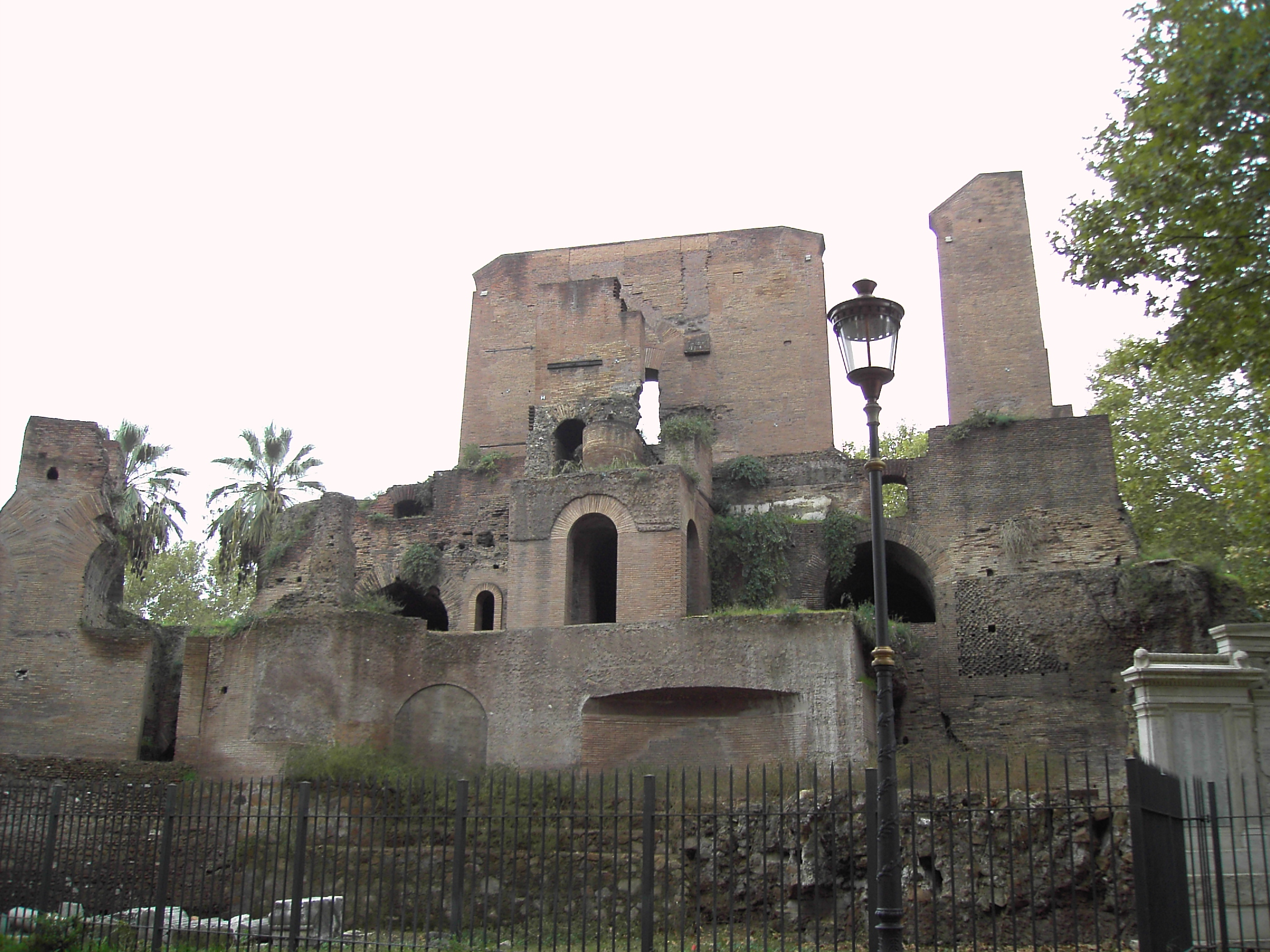
Resti della mostra d'acque detta Trofei di Mario
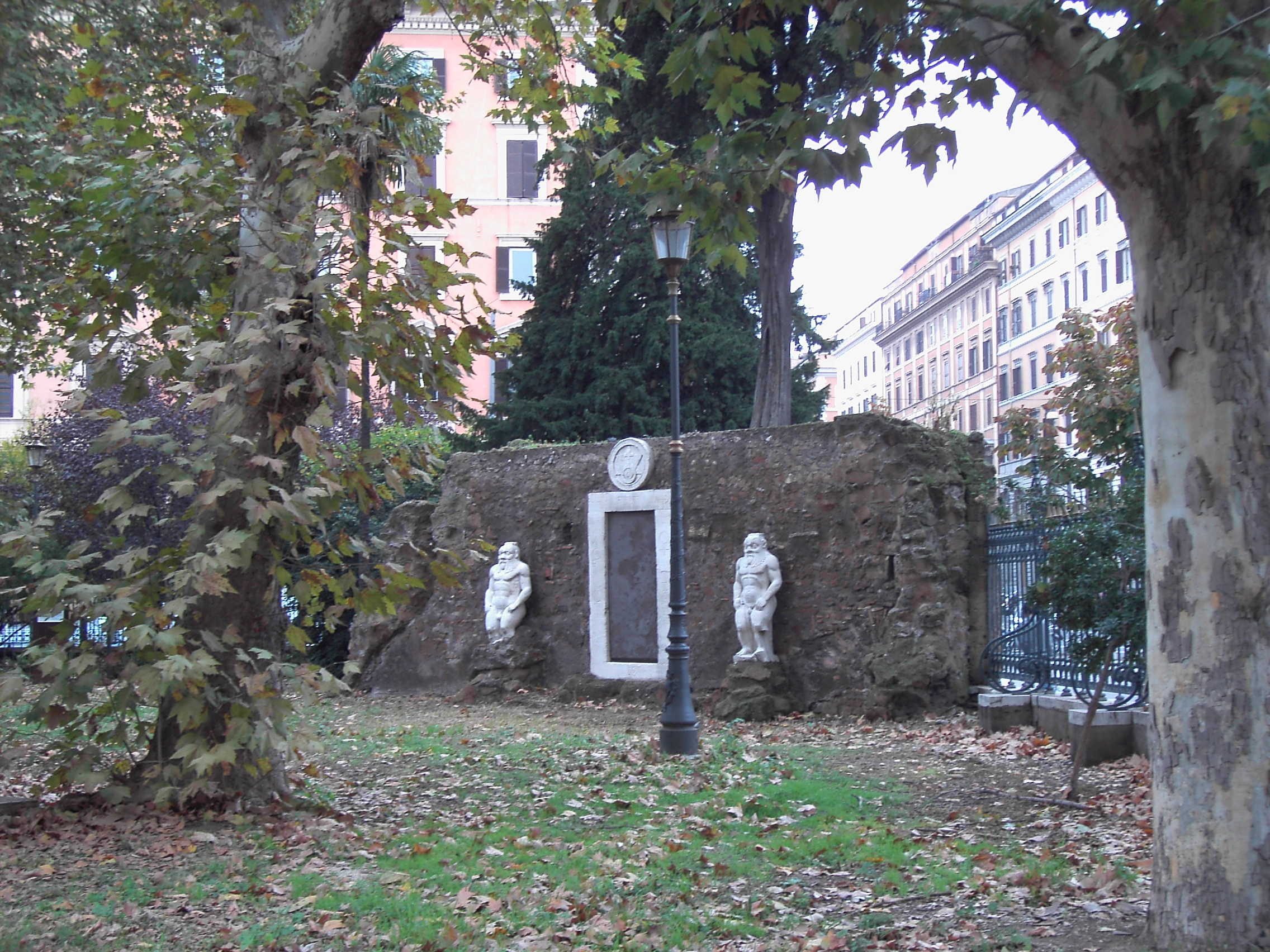
la Porta magica
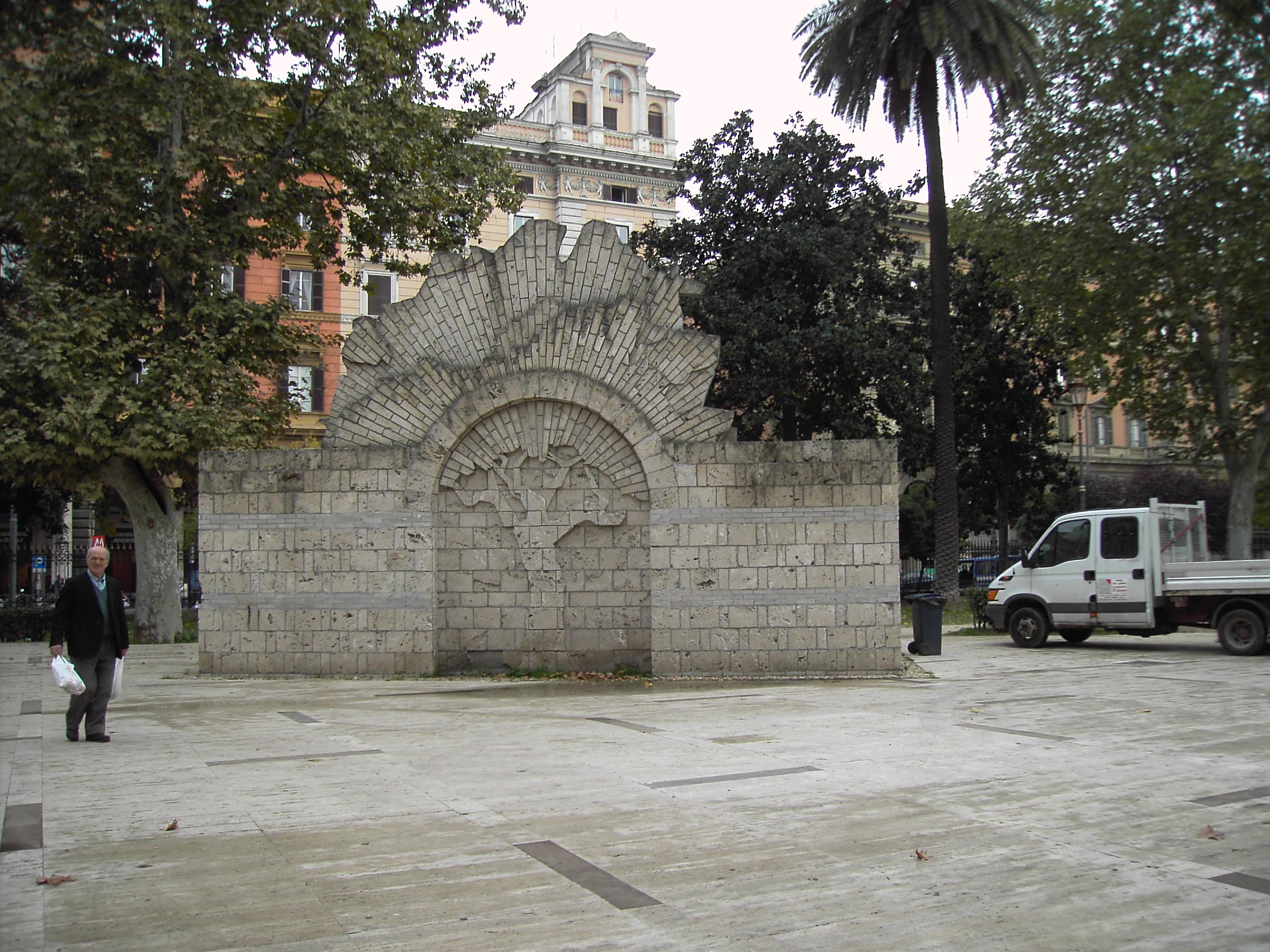
Arredi moderni

## Collegamenti
| È raggiungibile dalla fermata P.zza Vittorio Emanuele | del tram 5 |

| È raggiungibile dalla fermata P.zza Vittorio Emanuele | del tram 14 |